# Miriam Stockley
Miriam Stockley (Johannesburg, 1962. április 15. –), dél-afrikai énekesnő, dalszerző. Családjával Londonban él.

## Pályafutása
Tizenegy éves korában nővérével létrehozta a Stockley Sisters együttest. Az 1980-as, 90-es években Stock, Aitken and Waterman angol trióban énekelt és maga is írt dalokat. Kylie Minogue, Jason Donovan, Sonia számait játszották. 1988-ban Freddie Mercuryval és Montserrat Caballéval készítették a „Barcelona” című számot és együttműködött  a „The Queen Album” létrehozásában.
1997-ben az Egyesült Királyságban a Katrina and the Waves együttessel megnyerték a Dublinban rendezett Eurovíziós Dalfesztivált.
Első szólóalbumát 1999-ben adta ki „Miriam” címmel.

## Lemezek
Szólólemezek
- Miriam Stockley (1979)
- Miriam (1999)
- Second Nature (2006)
- Eternal (2007)

Háttérvokál vagy/és sztárvendég
- Hanoi Rocks – Back to Mystery City (1983)
- Nik Kershaw – Radio Musicola (1986)
- Roger Daltrey – Can't Wait to See the Movie (1987)
- Freddie Mercury & Montserrat Caballé – Barcelona (1988)
- Elaine Paige: The Queen Album (1988)
- Alphaville – Romeos (1989)
- Sonia – Can't Forget You (1989)
- Brian May – Back to the Light (1992)
- Eloy – The Tides Return Forever (1994)
- Queen – Made in Heaven (1995)
- Bonnie Tyler – Free Spirit (album) (1995)
- Mike Oldfield: The Art in Heaven Concert (2000)
- Atlantis vs Avatar – "Fiji" (2000)
- The Fellowship of the Ring soundtrack (2001
- Queen: The Freddie Mercury Tribute Concert DVD (2002)
- Skylanders: Spyro's Adventure (video game, 2011)
- Bonnie Tyler - Between the Earth and the Stars (album) (2019)
- Bonnie Tyler - The Best Is Yet To Come (album) (2021)
- Bonnie Tyler - Yes I Can (dal) (2025)